# 알무더기

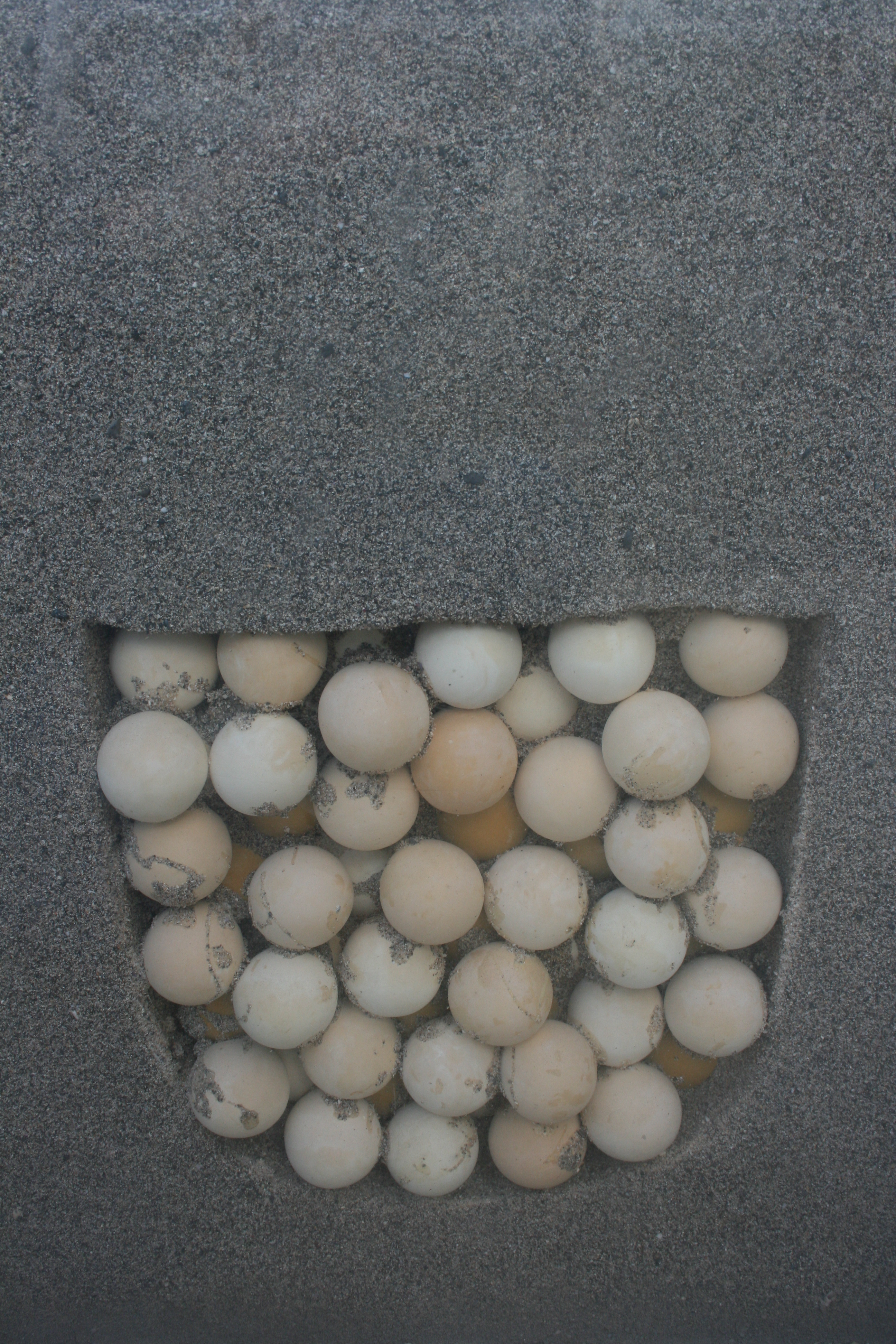
바다거북의 알무더기

알무더기(clutch)란 조류, 파충류, 양서류가 보통 한 번에, 특히 둥지에 낳은 알들의 묶음이다.
조류의 경우 포식자가 알무더기를 파괴하면 중복산란(double-clutching)을 초래한다. 이를 이용하여 인위적으로 조류가 알을 많이 낳도록 유도하기도 하는데, 특히 캘리포니아 콘도르(:en:California condor) 따위의 어떤 종의 개체수를 늘리기 위해서이다. 알을 제거하기 위해 둥지에 손을 넣는 행위는 "둥지에 손 담그기(dipping the clutch)"로 알려져있다.

## 규모
알무더기의 규모는 종마다 다르며, 때로는 같은 속에 있을지라도 다르다. 같은 종 사이에서도 서식지, 건강, 영양, 포식자들의 압박, 연중 시기 따위의 요소들에 따라 달라진다. 알무더기 규모(:en:Avian clutch size)의 변화는 번식에 들이는 노력의 효율성의 차이를 반영하기도 한다. 새들의 경우 알무더기 규모는 연령, 알을 낳은 암컷의 건강, 수컷의 먹이 조달 능력 등등의 다양한 요소에 따라 달라질 수 있으며, 한편 어떤 종들은 정해진 기준에 따른 만큼 낳는다. 오래 사는 종은 짧게 사는 종에 비해 알무더기 규모가 작은 경향이 있다(r/K 선택 이론(:en:r/K selection theory)도 참고하라). 최적의 알무더기 규모의 진화는 부모자식 대립(:en:parent–offspring conflict) 따위의 다른 요인으로도 영향을 받는다.
조류학자 데이비드 랙(David Lack)은 조류의 알무더기 규모를 통제하는 요인에 대해 많은 연구를 수행하였다. 만성성(Altriciality) 종의 경우, 최적의 알무더기 규모는 깃털이 다 날 때까지 부모가 먹여키울 수 있는 새끼의 숫자에 따라 결정된다고 주장하였다. 조성성(Precociality) 종의 경우, 알무더기 규모는 알을 낳은 암컷이 쓸 수 있는 영양분에 따라 결정된다고 주장하였다. 알을 다섯 개 이상 낳는 일이 드문 습성을 지닌 흑기러기에 관해 블랙 브랜트(Black Brant)가 수행한 실험에서, 낳은 알의 개수가 늘어남에 따라 둥지기(nesting period)가 늘어나는 반면, 알이 날아갈 준비가 된 새끼로 성장할 확률은 두 개를 낳았을 때의 0.81에서 일곱 개를 낳았을 때의 0.50으로 감소한다는 것을 발견했는데, 이는 암컷 흑기러기가 다섯 개 이상의 알을 낳도록 할 이점이 없다는 것을 시사한다.

## 사진

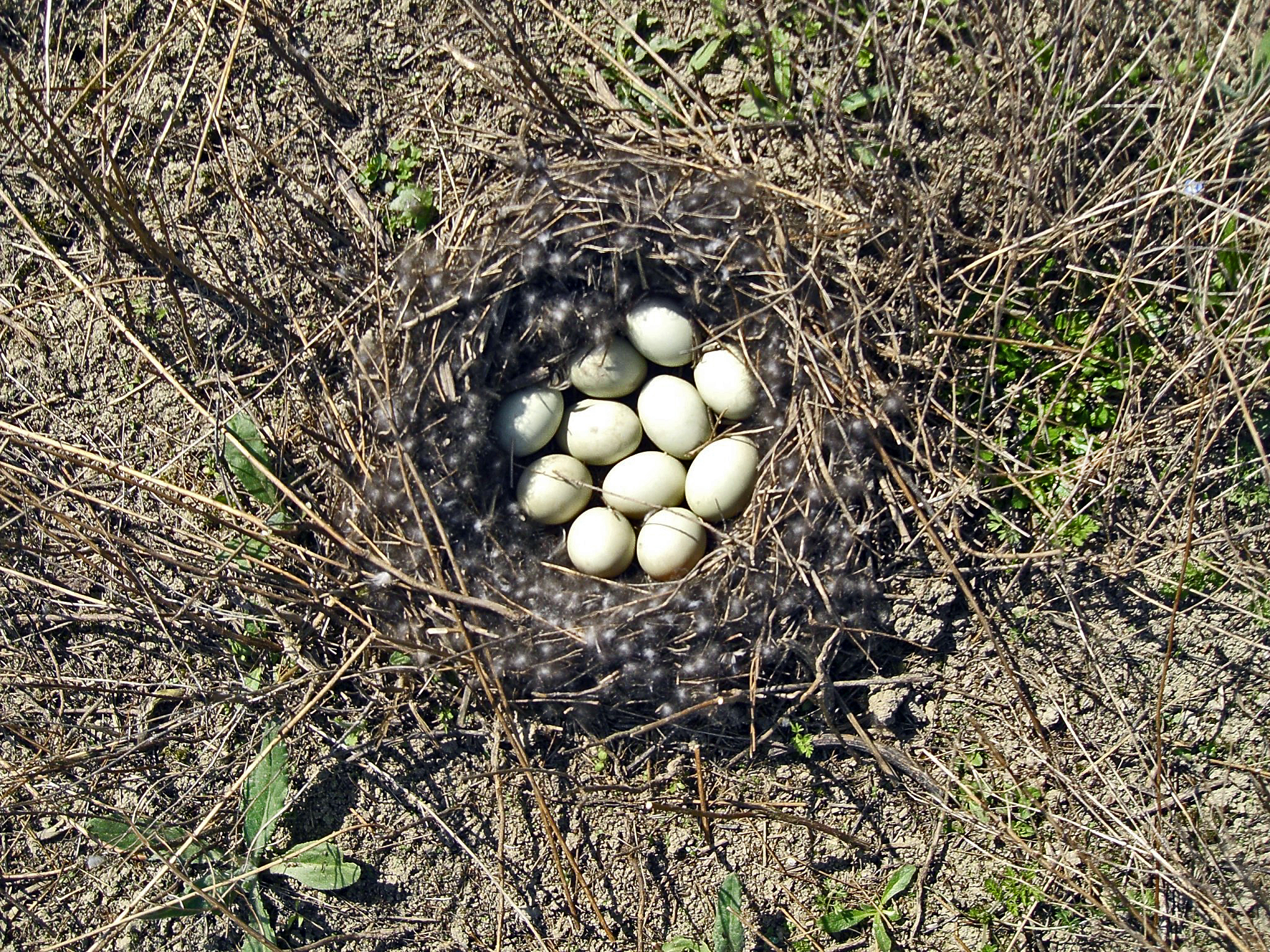
청둥오리 (Anas platyrhynchos), 두 마리의 암컷이 낳았을지도 모를 굉장히 큰 알무더기
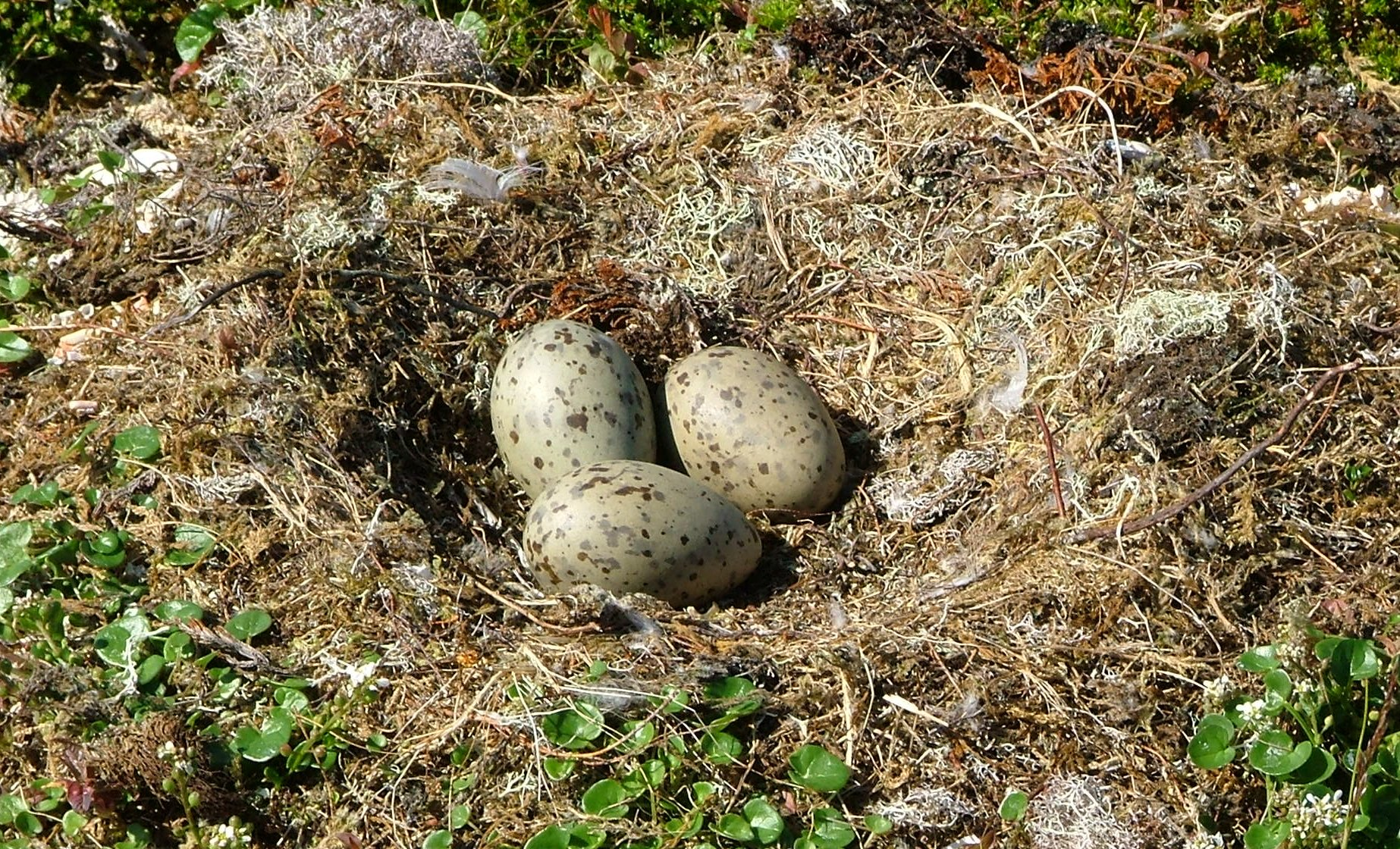
큰검은등갈매기 (Larus marinus), 작은 알무더기
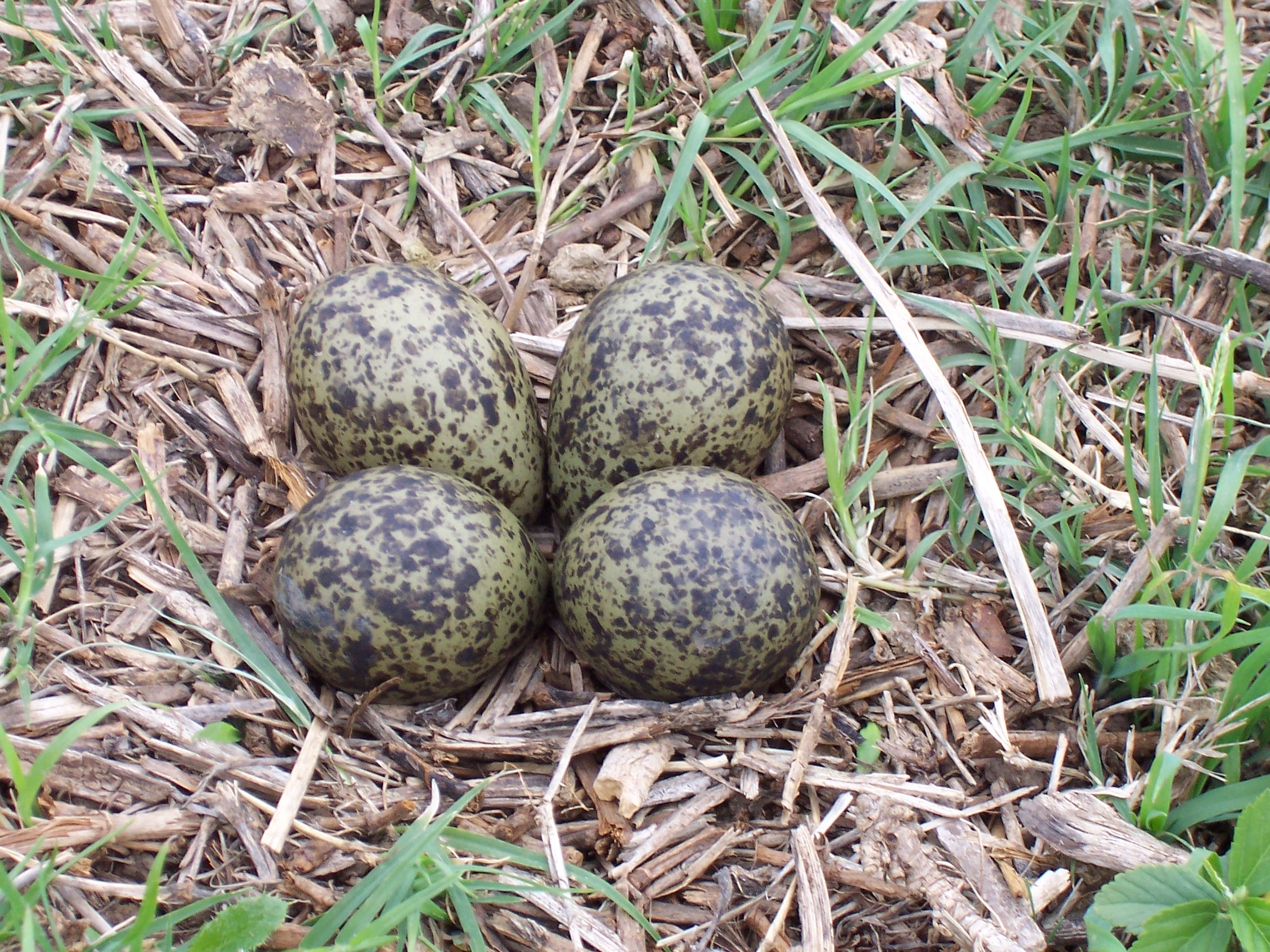
가면물떼새 (Vanellus miles), 보통의 알무더기
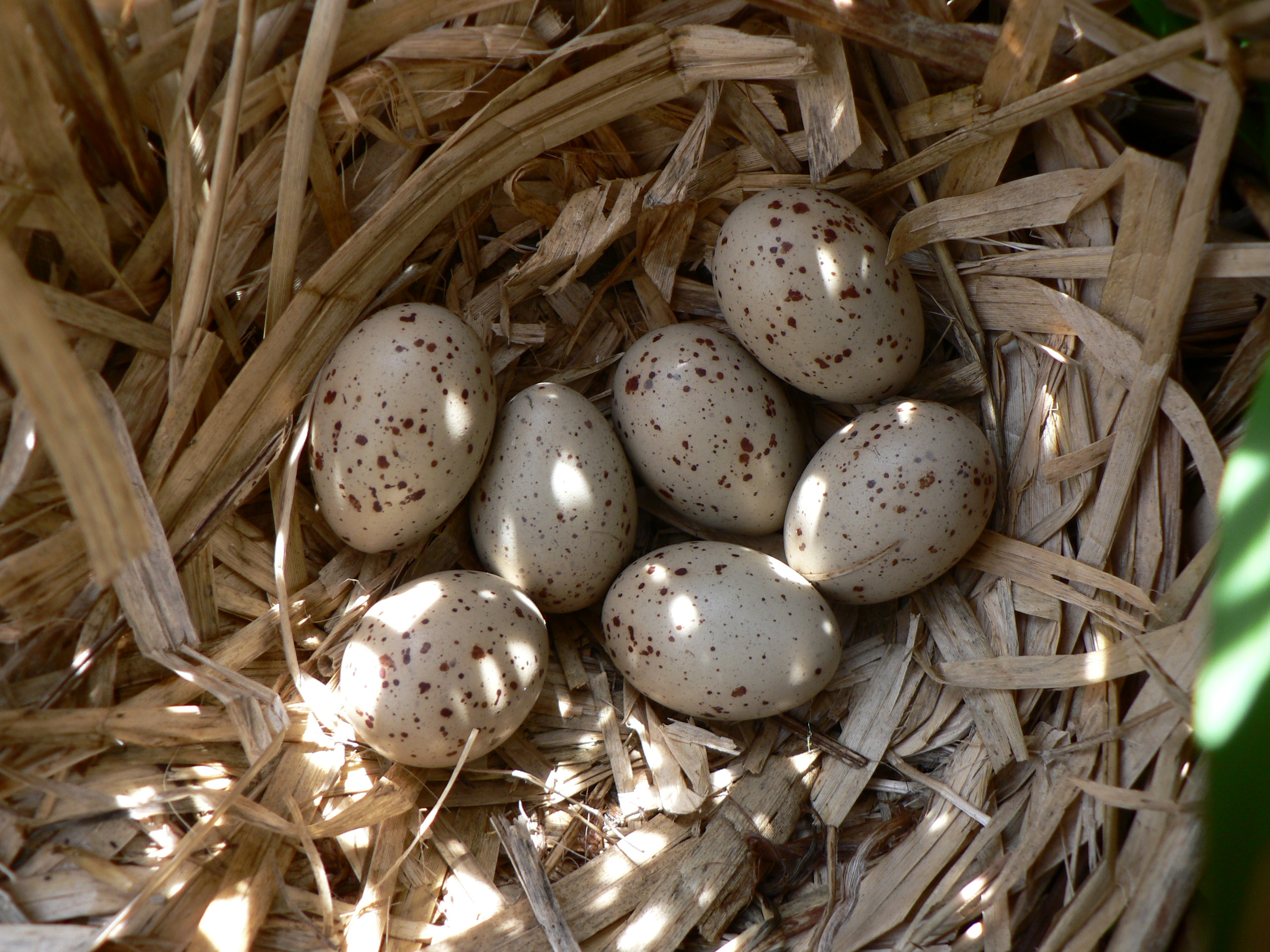
쇠물닭 (Gallinula chloropus), 작은 알무더기
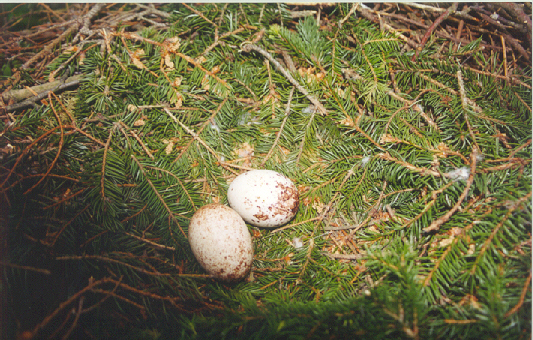
작은점무늬수리 (Aquila pomarina), 보통의 알무더기
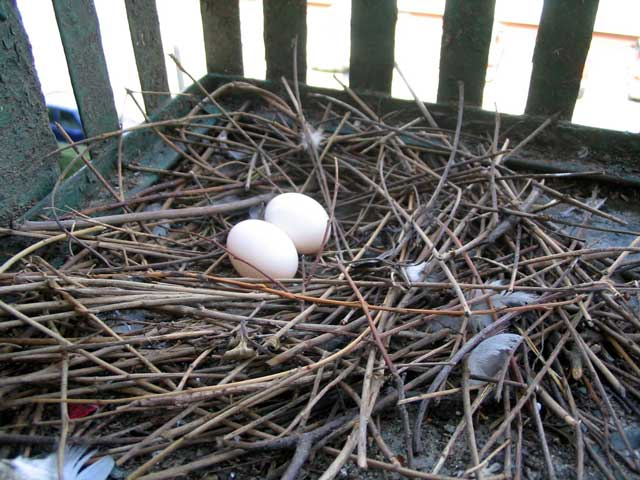
집비둘기 (Columba livia domestica), 보통의 알무더기
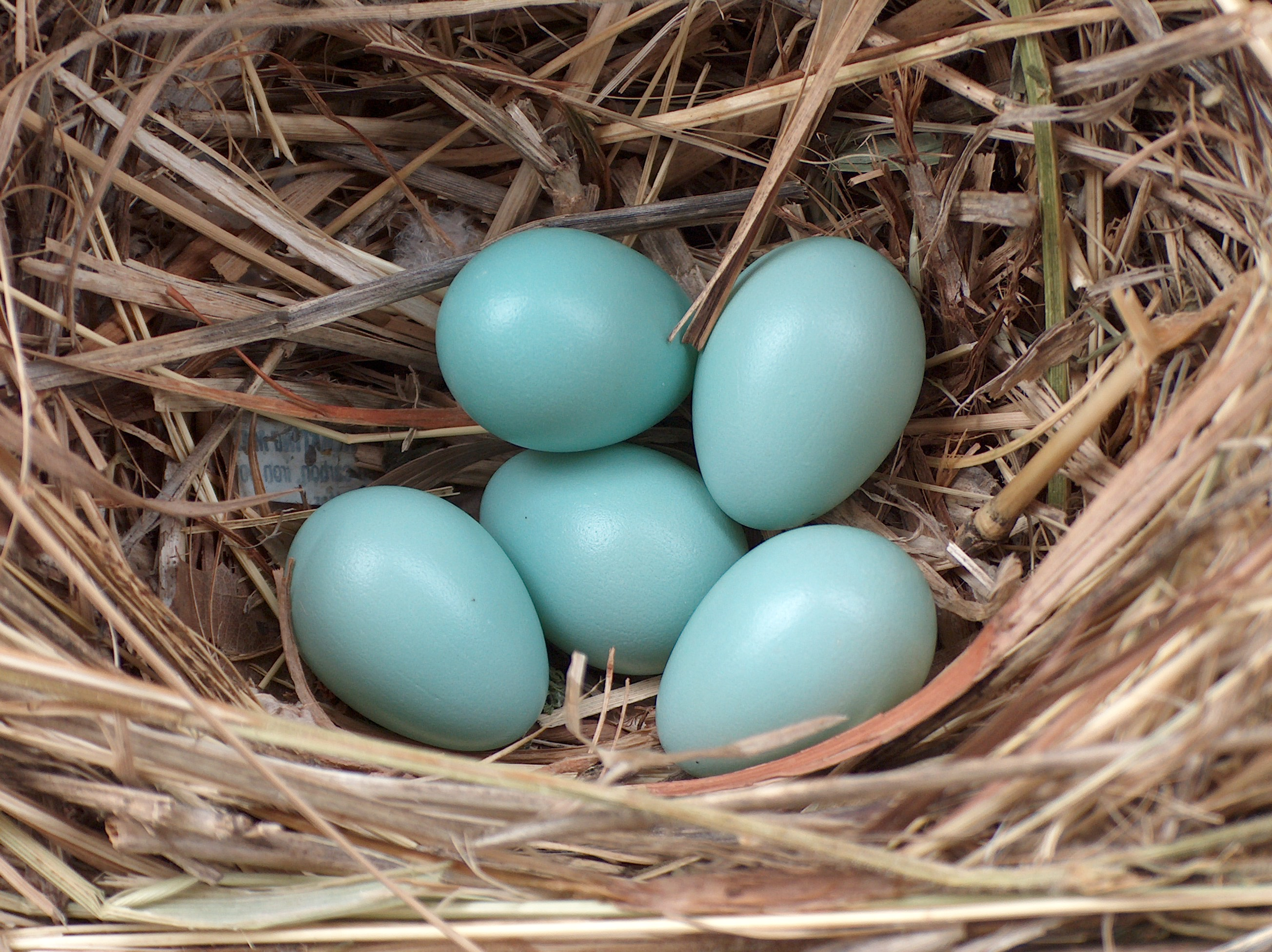
유럽찌르레기 (Sturnus vulgaris), 보통의 알무더기
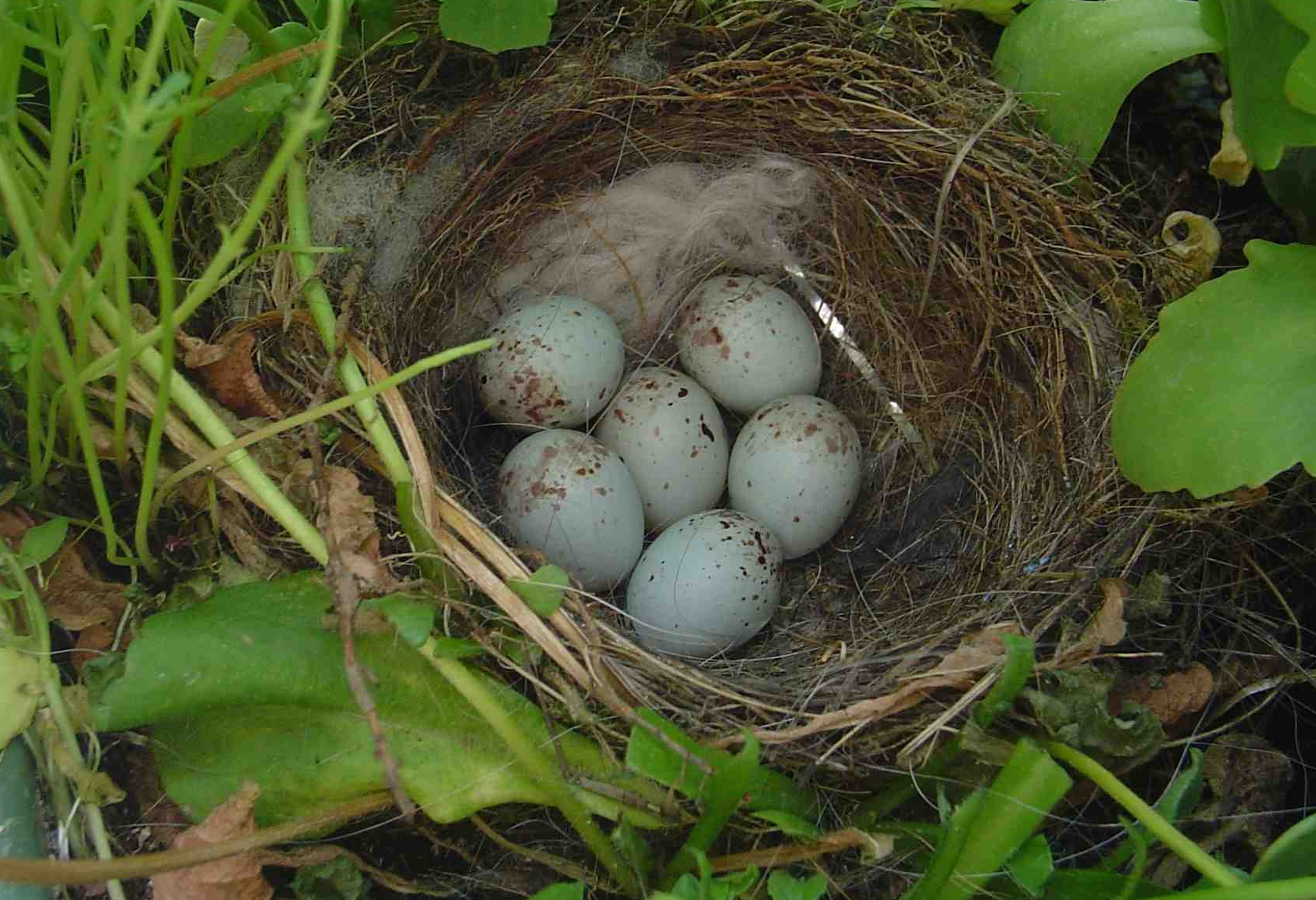
오색방울새 (Carduelis carduelis), 큰 알무더기
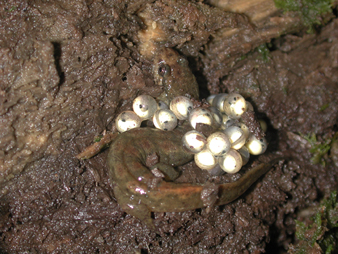
북방어스름도롱뇽 (Desmognathus fuscus), 보통의 알무더기

## 참고 문서
- 난학(en:Oology) : 알을 과학적인 연구하는 학문
- 난생

## 같이 보기
- 조란학
- 태생